# Холодний Яр (роман)
«Холодний Яр» — історико-документальний роман Юрія Горліс-Горського про події, що відбувались протягом 1918—1922 рр. у Холодноярській Республіці — осередку українського повстанського руху проти загарбників (німецьких окупантів та російських «білих» і «червоних» інтервентів).

## Сюжет
У романі описана «одна з найяскравіших сторінок Визвольної боротьби в Україні. Це живий приклад, як невеликі числом, але незламні духом можуть успішно боротися з незрівнянно сильнішим ворогом».
Після того, як радянська Росія захопила Україну, над Дніпром існувала «Холодноярська Республіка», яка під українським національним жовто-блакитним прапором УНР та чорним прапором Холодного Яру, на якому було написано: «Воля України — або смерть!» вела запеклу збройну боротьбу за Українську державу аж до 1922 року. То були села в околицях Холодного Яру на Чигиринщині.
Події відбуваються на теренах сучасних Черкаської, Кіровоградської та Вінницької областей, у Києві, Полтаві й на території тодішньої Польщі.

## Історія написання та видання

### Конфлікт між Романом Ковалем та сім'єю Горліса-Горського
Галина Гришко, дружина Юрія Горліса-Горського, надала Роману Ковалю дозвіл на перевидання «Холодного Яру», за умови, що буде повторене видання 1967, лише з незначними виправленнями. Але Коваль вніс зміни на власний розсуд, що було сприйнято родиною Горліса-Горського як порушення авторських прав та попередніх домовленостей про умови видання. Лариса Городянин-Лісовська Янг, донька Юрія, опублікувала відкритий лист Галини Гришко, зі звинуваченням та вимогою більше не видавати роман і повернути позичені фотографії.

Натомість у кожному виданні «Холодного Яру», підготовленому Р. Ковалем, є розділ «Заувага редактора», в якому він зазначає:
У своїх листах за 2005 рік до мене і моєї дочки Олесі Галина Гришко двічі наголошувала, що Юрій Горліс-Горський мріяв про те, щоб наддніпрянські літературні редактори суттєво відредагували роман «Холодний Яр». Зокрема, в листі до Олесі Коваль 6 жовтня 2005 р. Галина Гришко писала: «До Вас велике прохання: припильнувати, щоб книжка вийшла з мінімальною хоча б кількістю друкарських „чортиків“, як це сталося з обома томами [Романа] Федорова. Ті друкарські помилки роблять погане враження на читача, а тим самим зменшує вартість книжки. „Холодний Яр“ видавався [у 30-ті роки ХХ століття] в Галичині для місцевого читача, і мрією Юрія Г. було зредагувати книжку, виелімінувавши всі галицькі вирази. На жаль, мрія Юрка [поки] не збулася… Книжка потребує доброго літературного редактора».
Також, за словами Р. Коваля, у книзі була й низка фактичних помилок, зокрема в назвах сіл, наприклад село Медвин подавалося як Медин, а село Стецівка часом як Степанівка, Вереміївка як Воронівка. Ці та інші помилки виправлено. Подекуди в тексті поруч із прізвищами поставлено й імена повстанців.
Р. Коваль вважає, що оскільки вже минуло 70 років від дня смерті автора, пані Л. Янг не має монопольного права на спадщину Юрія Горліса-Горського.

## Аналіз роману
Археографічний та джерелознавчий аналіз роману.

## Перелік видань
| № | Рік       | Місце           | Видавництво                                                                            | Тип                                                | ISBN              | Примітка |
| --- | --------- | --------------- | -------------------------------------------------------------------------------------- | -------------------------------------------------- | ----------------- | --- |
| 0 | 1933      | Львів           | Журнал Літопис Червоної Калини                                                         | Журнальна публікація (лише перша частина)          | Н/Д               | У десяти номерах 1—3, 5—10, 12 за 1933 рік часопису Літопис Червоної Калини публікують приблизно половину першої частини роману під назвою «Рік у Холодному Яру», а в десяти номерах 1—9, 11 за 1934 рік цього ж часопису публікується решту першої частини роману під назвою «Холодний Яр говорить». |
| 1 | 1934      | Львів           | Коштом сотника Армії УНР Івана Зуба                                                    | Книжкова публікація: лише перша частина            | Н/Д               | За сприяння митрополита Андрея Шептицького. |
| 2 | 1935-1937 | Львів           | двома частинами: 1-а ч. — Коштом сотника Армії УНР Івана Зуба; 2-а ч.: «Дешева книжка» | Книжкова публікація: дві частини окремими книгами  | Н/Д               | . Другу частину Юрій писав у с. Багатківці на Теребовлянщині та с. Плугів на Золочівщині. Вийшла вона у Львові, 1937 року. |
| 3 | 1937-1938 | Львів           | Вид. «Рекорд».                                                                         | Книжкова публікація: дві частини окремими книгами  | Н/Д               | \| Книжка мала у Галичині величезний успіх, особливо серед молоді. В залах переповнених «Просвіт» проводилися колективні читання... Під час підготовки видання «Холодного Яру» в Галичині текст було адаптовано для потреб місцевого читача. Так в романі з'явилися численні слова-галицизми і вирази притаманні лише Галичині... Сучасні перевидання, здійснені Романом Федорівим, базуються на «галицькій» версії тексту, виданій у 1935—1937 роках[8] \| |
| 4 | 1961      | Нью-Йорк        | Вид. «Говерля»                                                                         | Книжкова публікація: обидві частини однією книжкою | Н/Д               | Коштом Миколи Сидора-Чарторийського. |
| 5 | 1967      | Лондон          | ???                                                                                    | Книжкова публікація: обидві частини однією книжкою | Н/Д               | Коштом М. Мироненка. |
| 6 | 1992      | Львів           | ???                                                                                    | Книжкова публікація: обидві частини однією книжкою | ???               | Передмова Романа Федоріва |
| 7 | 1994      | Львів           | «Червона Калина»                                                                       | Книжкова публікація: обидві частини однією книжкою | 5-7707-0698-8-3   | Передмова Романа Федоріва ; друкується за виданням 1967 р. (Лондон) |
| 8 | 2006      | Дрогобич        | ВФ «Відродження»                                                                       | Книжкова публікація: обидві частини однією книжкою | ???               | Містить змістовні редакторські примітки Романа Коваля. |
| 9 | ???       | Львів           | ???                                                                                    | Книжкова публікація: обидві частини однією книжкою | ???               | За сприяння Романа Коваля. |
| 10 | 2008      | Дрогобич        | ВФ «Відродження»                                                                       | Книжкова публікація: обидві частини однією книжкою | ???               | Виправлене, доповнене підготовлене до друку редакцією газети «Незборима нація» та Історичним клубом «Холодний Яр». Частина накладу видана коштом Героя України Левка Лук'яненка та його дружини Надії. Містить біографічні довідки про учасників Визвольної війни 1917—1920-х років, про які йдеться в романі, а також більше сотні ілюстрацій — світлин з приватних архівів.                                                                               |
| 11 | 2009      | Дрогобич        | ВФ «Відродження»                                                                       | Книжкова публікація: обидві частини однією книжкою | ???               | За сприяння Романа Коваля. |
| 12 | 2010      | ???             | ???                                                                                    | Книжкова публікація: обидві частини однією книжкою | ???               | За сприяння Романа Коваля. Найкраще з погляду поліграфії, містить велику кількість цінних історичних фотографій. У виданні вперше було опубліковано всі відомі звернення холодноярців за 1919—1921 рр., які підтверджують документальність твору. |
| 13 | 2011      | Вінниця         | Історичний клуб «Холодний Яр» ДП «Державна картографічна фабрика»                      | Книжкова публікація: обидві частини однією книжкою | ???               | Вперше опубліковано низку досі невідомих фотографій. |
| 18 | 2013      | Київ Вінниця    | Історичний клуб «Холодний Яр» ДП «Державна картографічна фабрика»                      | Книжкова публікація: обидві частини однією книжкою | ???               | Вісімнадцяте видання, доповнене. Упорядкування, редагування, передмова, примітки, біографічні довідки, додатки Романа Коваля. Історичний Клуб «Холодний Яр». Це видання дочка Юрія Горліса-Горського сприйняла як порушення авторських прав та заборонила Ковалю подальші публікації роману. |
| 19 | 2014      | Львів           | «СПОЛОМ»                                                                               | Книжкова публікація: обидві частини однією книжкою | ???               | Автентичне видання роману у двох частинах «Холодний Яр» здійснено за першим виданням у Львові: перша частина вийшла у 1934 році (накладом сотн. Івана Зуба), а друга з однойменною назвою — у 1937 році (вид-во «Дешева книжка»). |
| 20 | 2016      | Львів           | «Апріорі»                                                                              | Книжкова публікація: обидві частини однією книжкою | 978-617-629-313-2 | Автентичне видання роману у двох частинах «Холодний Яр» здійснено за першим виданням у Львові: перша частина вийшла у 1934 році (накладом сотн. Івана Зуба), а друга з однойменною назвою — у 1937 році (вид-во «Дешева книжка»). |
| 21 | 2017      | Харків          | «КСД»                                                                                  | Книжкова публікація: обидві частини однією книжкою | 978-617-12-2503-9 | Академічне видання роману у двох частинах «Холодний Яр». До нього увійшли всі прижиттєві редакції роману (окрім видання 2-ї частин у Львові у видавництві «Рекорд» у 1938 році). |
| 22 | 2022      | Санкт-Петербург | «Алетейя»                                                                              |                                                    | 978-5-00165-473-5 | Переклад російською Сергія Луніна |
| Книжка мала у Галичині величезний успіх, особливо серед молоді. В залах переповнених «Просвіт» проводилися колективні читання... Під час підготовки видання «Холодного Яру» в Галичині текст було адаптовано для потреб місцевого читача. Так в романі з'явилися численні слова-галицизми і вирази притаманні лише Галичині... Сучасні перевидання, здійснені Романом Федорівим, базуються на «галицькій» версії тексту, виданій у 1935—1937 роках |           |                 |                                                                                        |                                                    |                   | |

Галерея різних видань

Перше видання, 1937. Львів: «Дешева книжка»
Третє видання, 1961. Нью-Йорк: «Говерля»
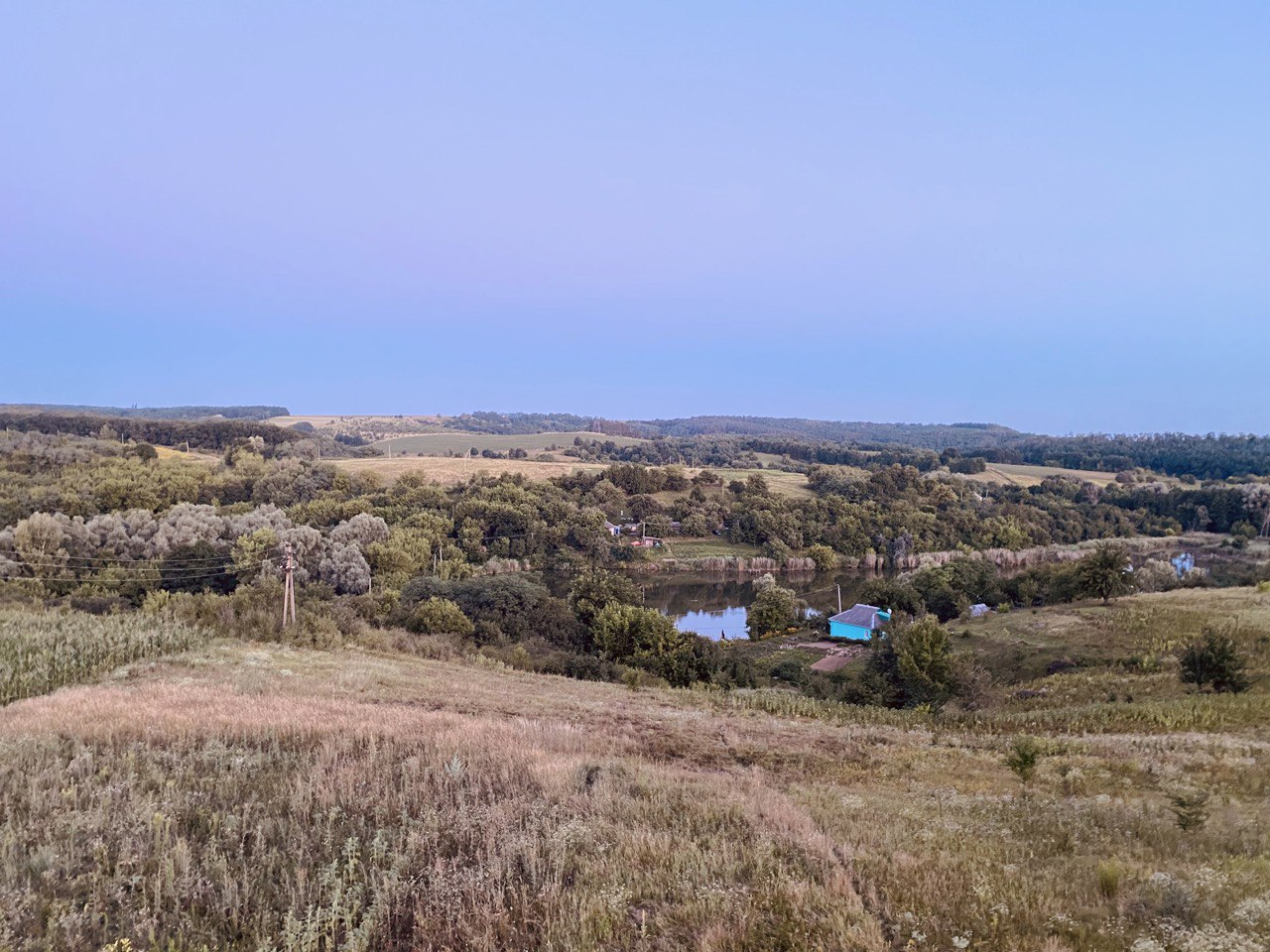
Восьме видання, 2006. Київ — Львів — Дрогобич: ВФ «Відродження»
Десяте видання, 2008: Київ — Львів — Дрогобич: ВФ «Відродження»
13-те видання, 2011: Вінниця: Історичний клуб «Холодний Яр» та ДП «Державна картографічна фабрика»

## Виноски
1. ↑  Горліс-Горський Юрій Юрійович. Холодний Яр: спогади осавула 1-го куреня полку гайдамаків Холодного Яру. / Упор., ред., передм., примітки, біограф. довідки, додатки Р. Коваля. — Київ: Історичний клуб «Холодний Яр»; Вінниця: ДП «Державна картографічна фабрика», 2011. — с. 46.
2. ↑  Родина автора роману «Холодний Яр» вимагає, щоб Роман Коваль припинив друкувати перекручену книжку // vikna.if.ua 22 грудня 2014
3. ↑  Коваль Р. Зауваги редактора // Горліс-Горський Юрій Юрійович. Холодний Яр: спогади осавула 1-го куреня полку гайдамаків Холодного Яру. / Упор., ред., передм., примітки, біограф. довідки, додатки Р. Коваля. — Київ: Історичний клуб «Холодний Яр», 2013. — С. 44.
4. ↑  Сергій Лунін. «Холодний Яр» Юрія Горліс-Горського: Археографічний аналіз // Historians.in.ua — 08.02.2014
5. ↑  Сергій Лунін. «Холодний Яр» Юрія Горліса-Горського: Джерелознавчий аналіз (частина 1) // Historians.in.ua — 25.02.2014
6. ↑  Сергій Лунін. «Холодний Яр» Юрія Горліса-Горського: Джерелознавчий аналіз (частина друга) // Historians.in.ua — 10.01.2015
7. 1 2 3  Горліс-Горський Юрій Юрійович. Холодний Яр: спогади осавула 1-го куреня полку гайдамаків Холодного Яру. / Упор., ред., передм., примітки, біограф. довідки, додатки Р. Коваля. — Київ: Історичний клуб «Холодний Яр»; Вінниця: ДП «Державна картографічна фабрика», 2011. — С. 15.
8. 1 2 3  З передмови до 10 видання: Горліс-Горський Юрій Юрійович. Холодний Яр: Документальний роман / Вступне слово Романа Коваля. — Дрогобич: ВФ «Відродження», 2008. — 432 сторінок, з ілюстраціями. ISBN 978-966-538-211-9
9. ↑  Сергій Лашенко. «Повернення Юрія Горліса-Горського» [Архівовано 12 грудня 2010 у Wayback Machine.] — Дзеркало тижня, № 45 (825), 4—10 грудня 2010.
10. ↑  Горліс-Горський Юрій Юрійович. Холодний Яр: спогади осавула 1-го куреня полку гайдамаків Холодного Яру. / Упор., ред., передм., примітки, біограф. довідки, додатки Р. Коваля. — Київ: Історичний клуб «Холодний Яр»; Вінниця: ДП «Державна картографічна фабрика», 2011. — 512 с.: іл. — (Серія «Українська воєнна мемуаристика»). — ISBN 978-611-533-003-4
11. ↑  Родина автора роману «Холодний Яр» вимагає, щоб Роман Коваль припинив друкувати перекручену книжку
12. ↑  Юрій Горліс-Горський — Холодний яр. apriori.lviv.ua, 2016
13. ↑  «Холодний Яр» Горліса-Горського видали без перекручень. litakcent.com, 2017/04/12
14. ↑  «Воля України або смерть!» Нове видання «Холодного Яру». hromadske.radio. 19 березня 2017